# خطوط وان هاي

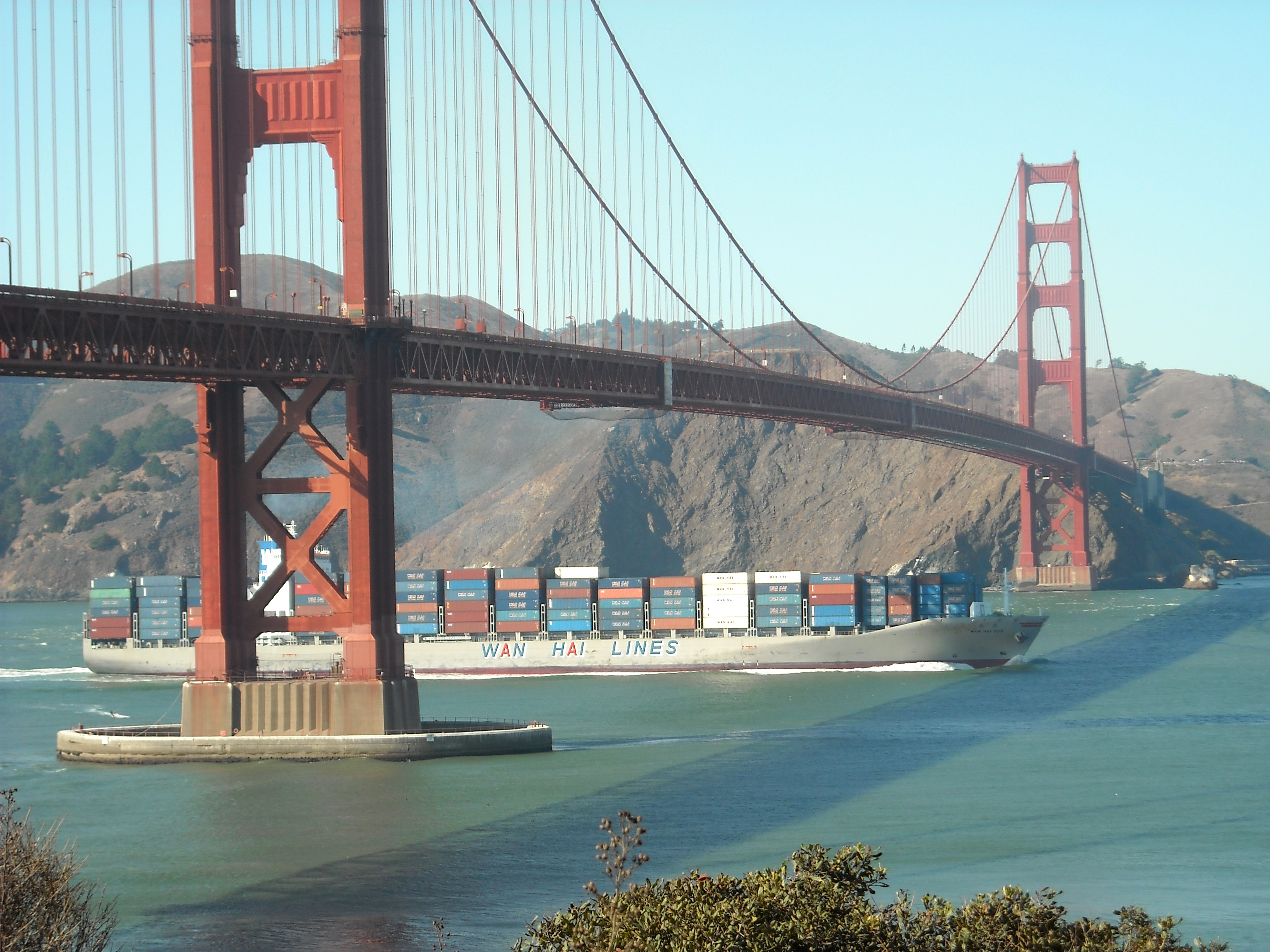
وان هاي خطوط سفينة الحاويات

خطوط وان هاي تأسست في عام 1965 في تايوان كشركة شحن ، وأصبحت ثاني أكبر لاعب في صناعة شحن الحاويات ، مع أسطول مكون من 72 سفينة وبسعة 180،000 حاوية مكافئة .

## روابط خارجية
الموقع الرسمي